# Château de la Jarthe (Coursac)
Pour les articles homonymes, voir Château de la Jarthe.
Le château de la Jarthe est un château construit au XIIe siècle sur la commune de Coursac dans le département de la Dordogne, en région Nouvelle-Aquitaine.
C'est une propriété privée.

## Localisation
En Périgord central, dans le centre du département de la Dordogne, le château de la Jarthe est situé, en distances orthodromiques, un kilomètre à l'ouest du bourg de Coursac et dix kilomètres au sud-ouest du centre-ville de Périgueux.
Il ne faut pas le confondre avec le château de la Jarthe situé à Trélissac, trois kilomètres au nord-est du centre-ville de Périgueux. Ce dernier est une chartreuse du XVIIe siècle.

## Historique
Le château de la Jarthe a été construit au XIIe siècle puis rebâti du XIVe au XVIe siècle. C'est un ancien repaire noble qui dépendait de la seigneurie de la ville de Périgueux.
Il a été la possession des familles du Puy de la Jarthe du XIVe siècle à 1583, de Chillaud de 1583 au XVIIe siècle[réf. nécessaire], Saillant du XVIIe siècle au XVIIIe siècle et de La Roche-Aymon du XVIIIe siècle à 1836[réf. nécessaire]. Il a ensuite été racheté par des particuliers au XIXe siècle : la famille Bareau, originaire de la région d'Excideuil puis transmis par héritage[réf. nécessaire] à la famille Dezon,.
Le château, la chapelle et le pigeonnier ont été inscrits au titre des monuments historiques le 12 octobre 1948.
En 2020, il est racheté par une société immobilière parisienne dans le but d'y « créer un restaurant et une structure commerciale d'événementiel ».

## Architecture
Le château est composé d'une galerie principale et de deux ailes (aile de la ferme et aile du jardin). La cour est fermée par une partie où habitèrent des bonnes et un curé.
S'y ajoutent la chapelle gothique et le pigeonnier sur un domaine qui s'étend sur 125 hectares.